# Thecturota pusio
Thecturota pusio är en skalbaggsart som först beskrevs av Thomas Casey 1893.  Thecturota pusio ingår i släktet Thecturota och familjen kortvingar. Inga underarter finns listade i Catalogue of Life.